# 切爾尼齊亞
49°57′58″N 25°14′36″E / 49.96611°N 25.24333°E

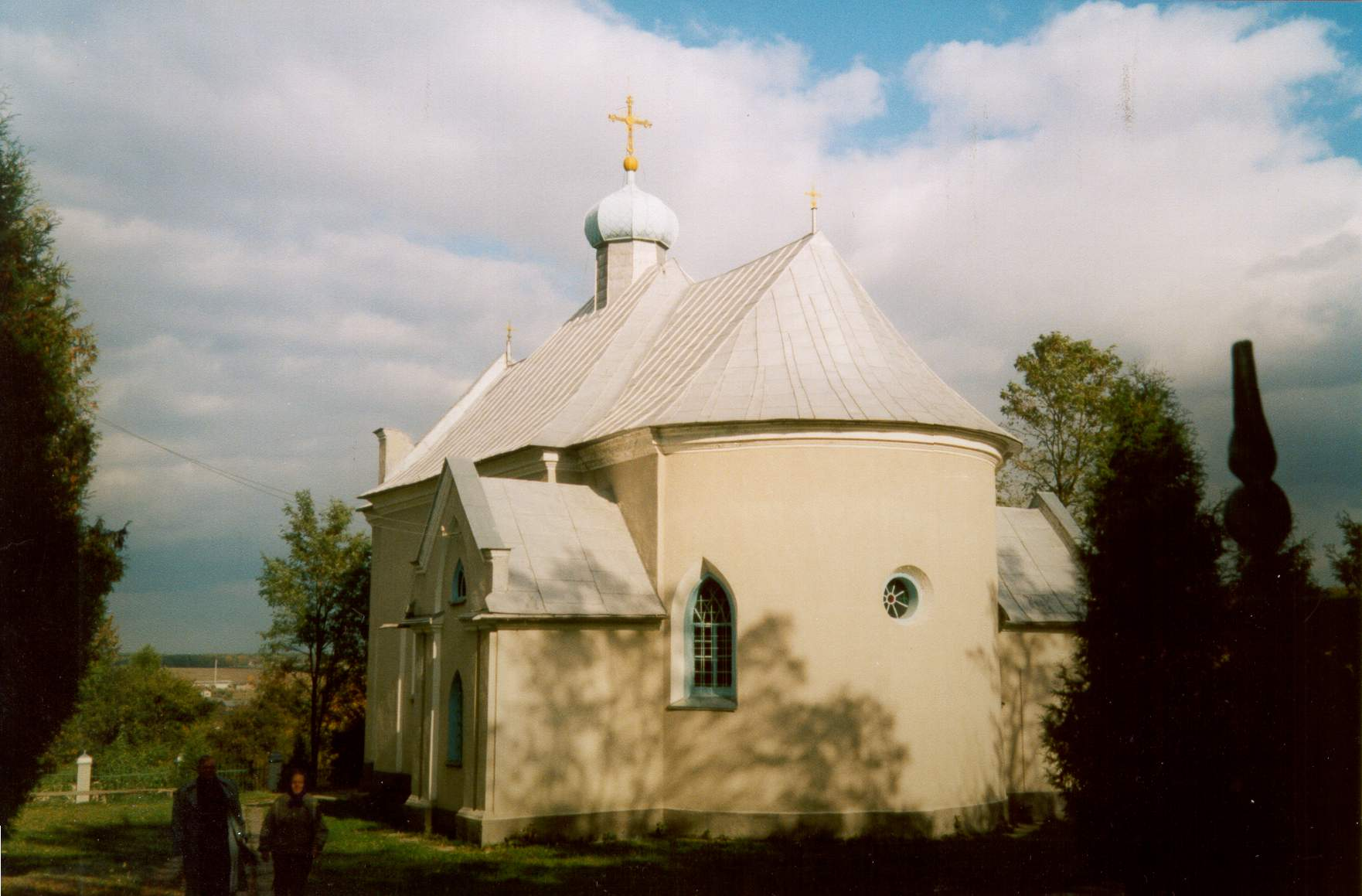

切爾尼齊亞（烏克蘭語：Черниця），是烏克蘭西部的村莊，隸屬利維夫州的佐洛奇夫區。該村始建於1511年，面積4.08平方公里，海拔高度314米，2001年人口741，人口密度每平方公里181.62人。